# Szengawit
Szengawit (orm. Շենգավիթ) – jedna z dwunastu dzielnic Erywania – stolicy Armenii. Według danych na rok 2022 dzielnicę zamieszkiwało 140 525 osób, a gęstość zaludnienia wyniosła 3461 os./km2.

## Galeria

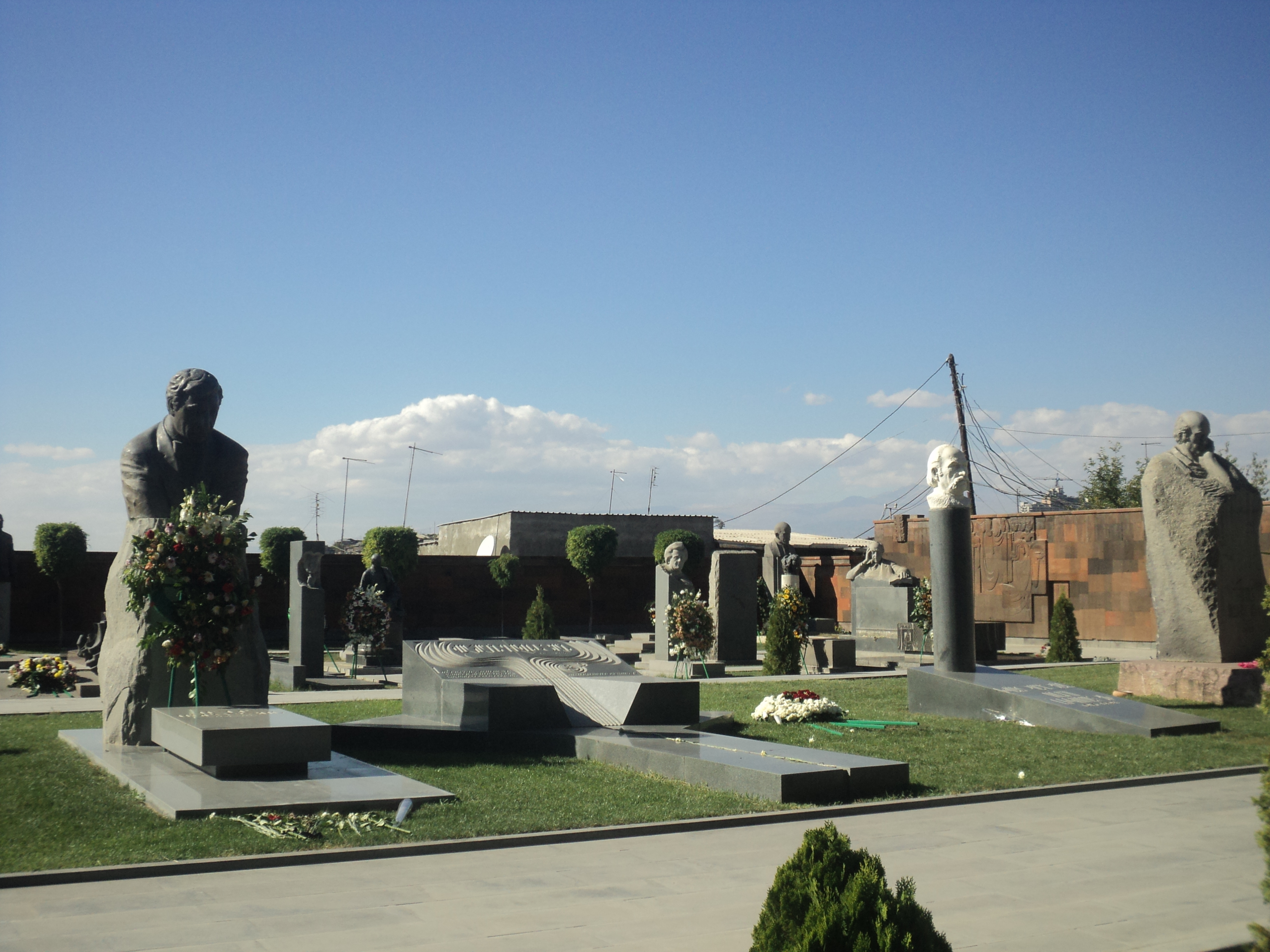
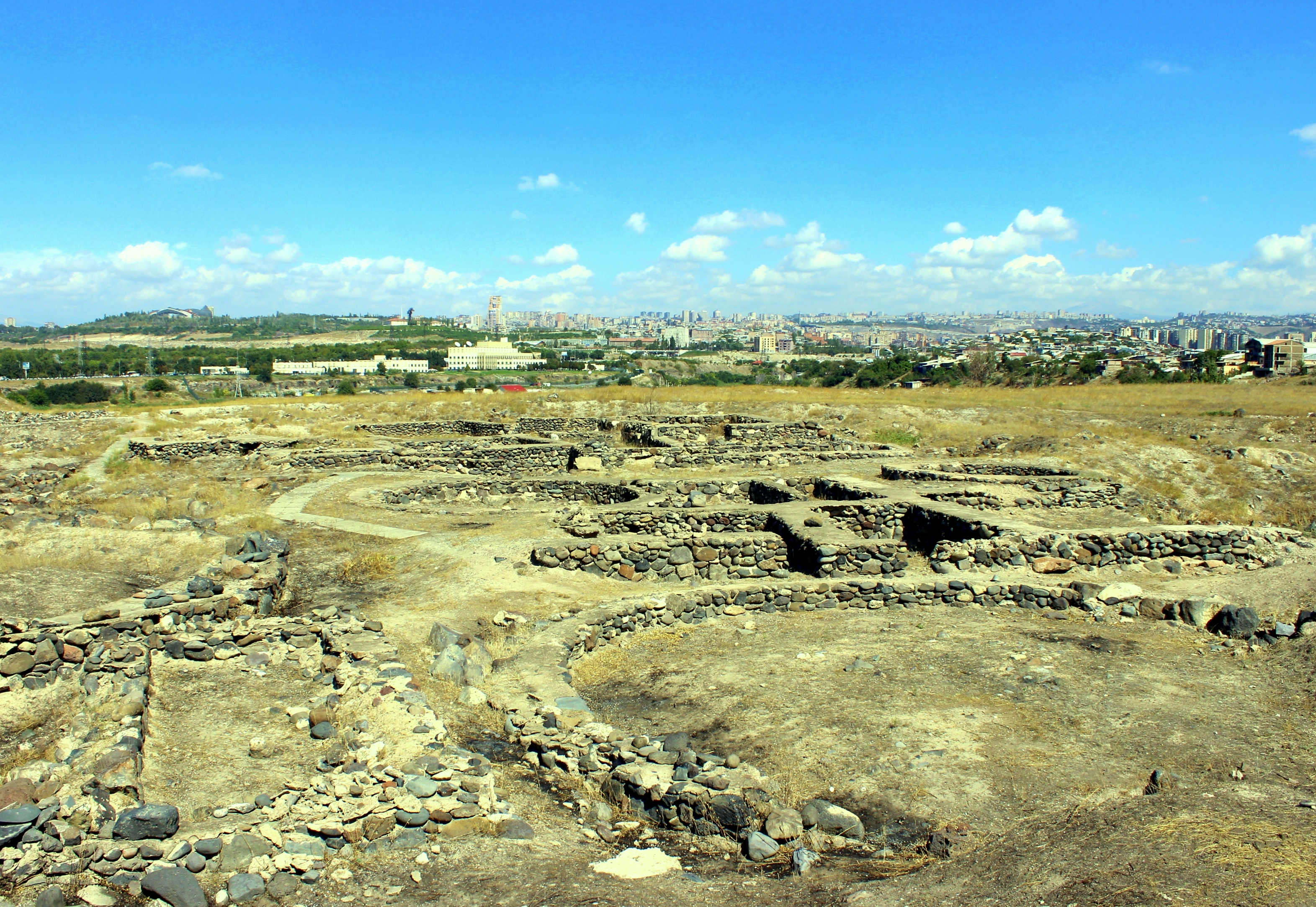
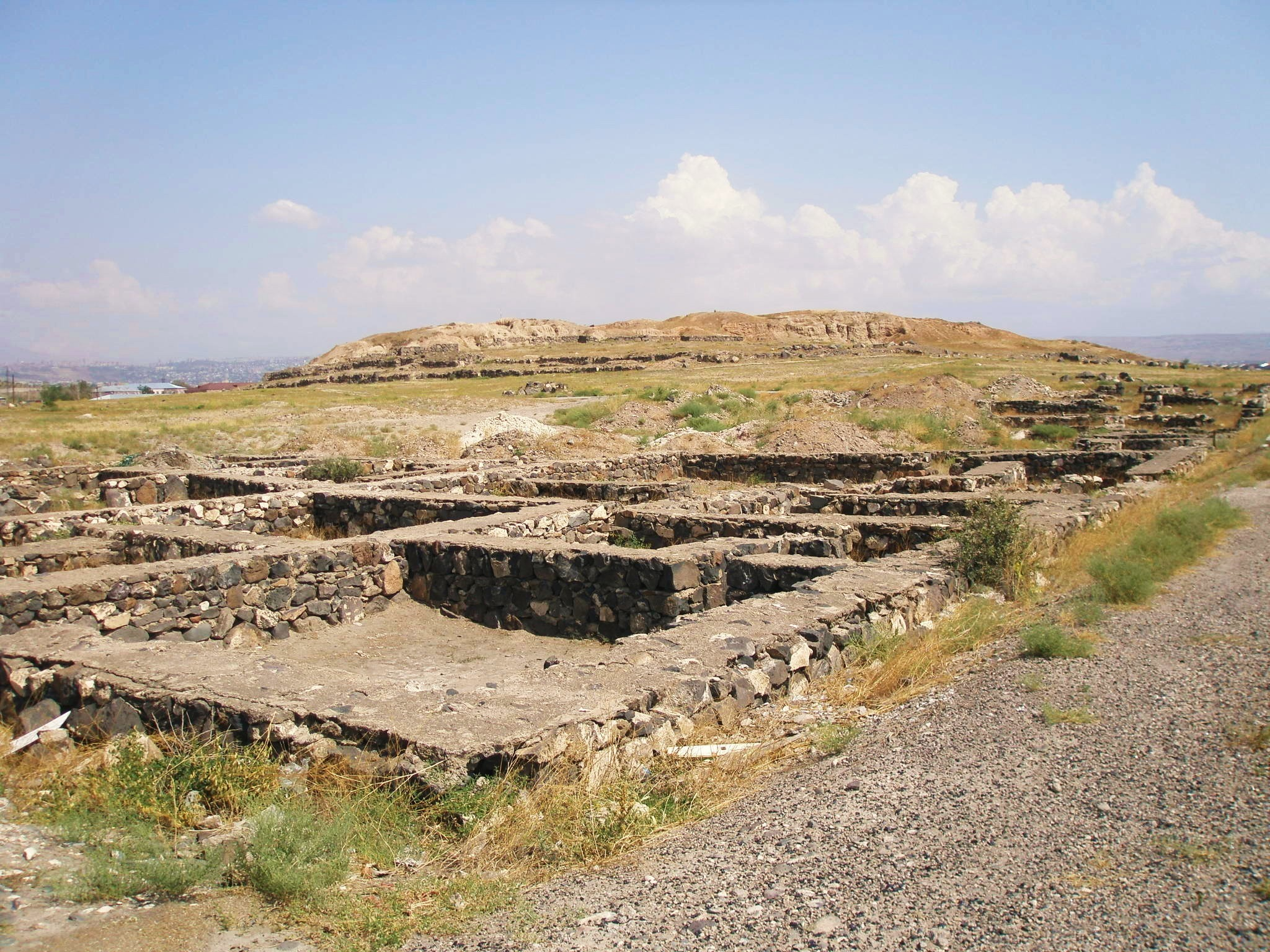
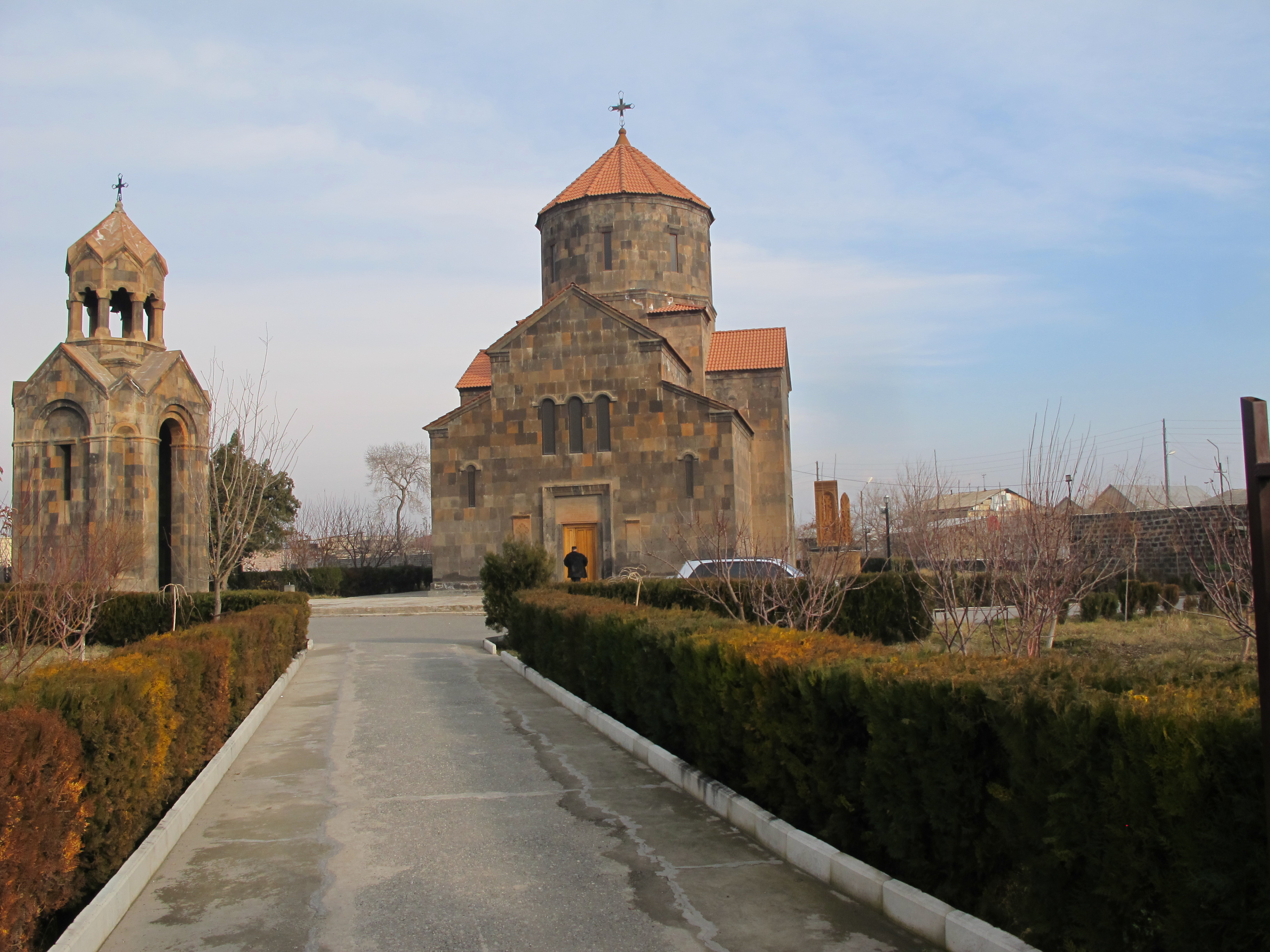